# 신찬벽온방
《신찬벽온방 (新纂辟瘟方)》은 광해군 4년(1612년)에 광해군이 '당동역'이라 불린 전염병 치료를 위해 내의원 어의 허준에게 저술을 명하여 이듬해 내의원에서 목활자로 간행하여 배포한 의학서이다.

## 개요
광해군 4년(1612년)에 조선 관북지방에서 전염병이 발생하여 육진(六鎭)으로부터 남방까지 죽는 이가 수천명에 이르자, 《간이벽온방(簡易酸瘟方)》을 먼저 편찬·간행하여 배포하였다. 그러나 그 내용이 엉성함을 염려한 광해군이 다시 당시의 어의였던 허준에게 명하여 내의원에서 내의원자로 동왕 5년(1613년)에 간행한 것이다. 규장각 소장본들은 그해 9월에 오대산성서고(五臺山城書庫 : 규2945), 교서관(校書館 : 규3487), 홍문관(弘文館 : 11429)에 내사(內賜)되었던 세 종류의 원본이며, 1991년 9월 30일에 보물 제1087호로 동시에 지정되었다. 
권두에 이정구(李廷龜)의 서문이 있으며 허준이 왕명을 받들어 편찬하고, 이희헌(李希憲)과 윤지미(尹知微)가 인쇄, 발행을 감교(監校)하였다. 책의 내용은 온역(瘟疫)의 원인, 맥리(脈理), 약명(藥名), 치법(治法), 양법(穰法), 군법(群法), 부전염법(不傳染法), 침법(鍼法), 불치증(不治證), 금기(禁忌) 등으로 나누었으며 이에 대해 예증을 들어 해설하였다. 허준이 편찬한 의서 중의 하나로 그 가치가 인정되고 있다.

## 참고 문헌
- 신찬벽온방 - 국가유산청 국가유산포털

 본 문서에는 서울특별시에서 지식공유 프로젝트를 통해 퍼블릭 도메인으로 공개한 저작물을 기초로 작성된 내용이 포함되어 있습니다.